# Martigny
För andra betydelser, se Martigny (olika betydelser).

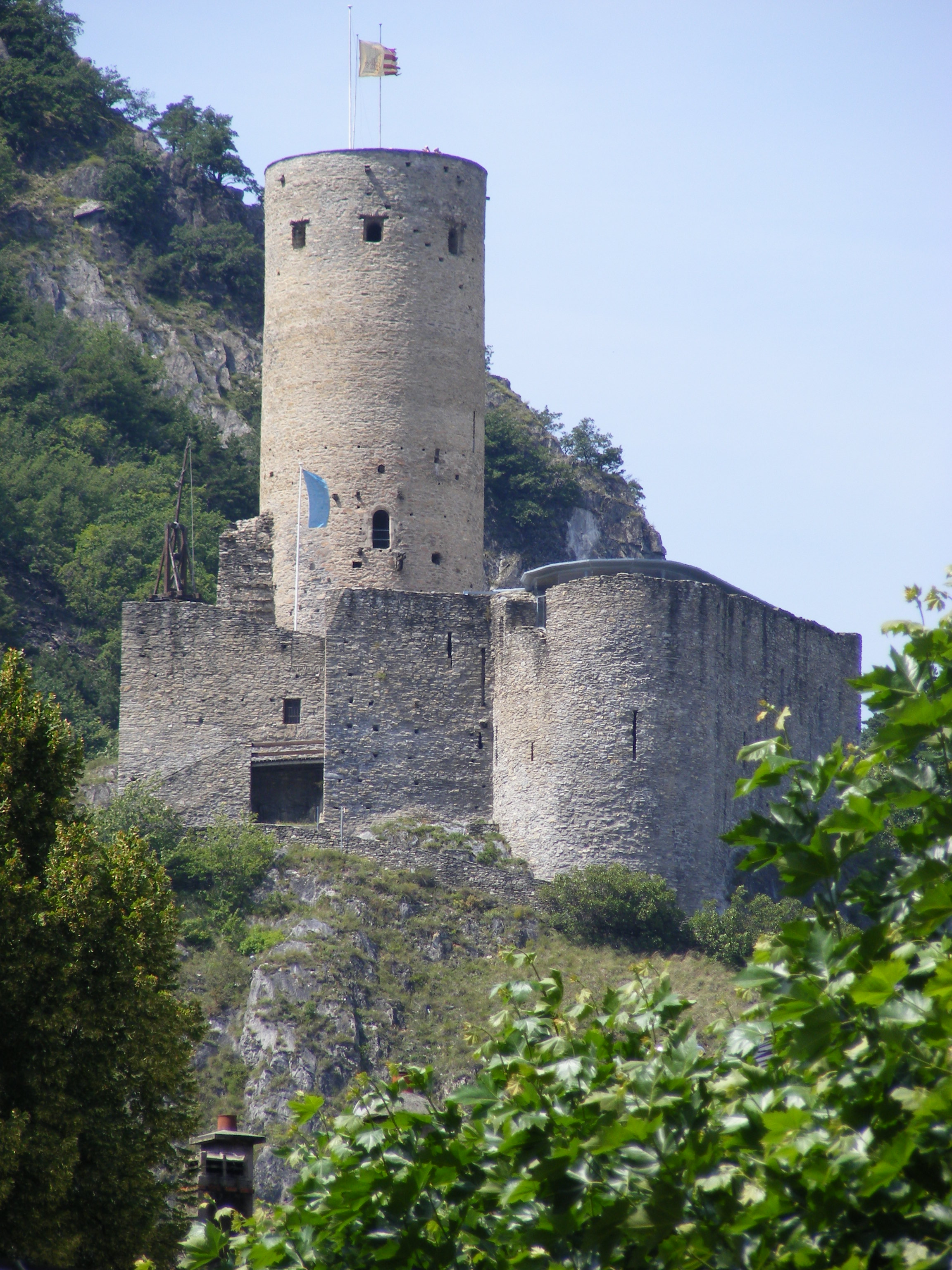
Château de la Bâtiaz.

Martigny (franskt uttal: [maʁtiɲi], tyska: Martinach [ˈmaʁtiːnaːx], frankoprovensalska: Martegné) är en stad och kommun i distriktet Martigny i kantonen Valais i Schweiz. Kommunen har 21 759 invånare (2023).
Kommunen skapades 1964 genom sammanslagningen av de dåvarande kommunerna Martigny-Ville och Martigny-Bourg. Den 1 januari 2021 inkorporerades kommunen Charrat in i Martigny. Idag består Martigny av ortsdelarna Martigny-Ville, Martigny-Bourg och La Bâtiaz samt orten Charrat.

## Geografi
Martigny ligger i Rhônedalen, där floden Dranse mynnar ut i Rhône. Den är belägen cirka 19 kilometer sydost om Monthey samt cirka 26 kilometer sydväst om kantonhuvudorten Sion. Orten ligger som utgångspunkt mot både Frankrike (Col de la Forclaz) och Italien (Sankt Bernhardspasset).
Kommunen Martigny har en yta om 32,59 km². Av denna areal används 10,02 km² (30,7 %) för jordbruksändamål och 12,87 km² (39,5 %) utgörs av skogsmark. Av resten utgörs 8,06 km² (24,7 %) av bostäder och infrastruktur, medan 1,59 km² (4,9 %) är impediment.

## Demografi
Kommunen Martigny har 21 759 invånare (2023). En majoritet (86,1 %) av invånarna är franskspråkiga (2014). 70,7 % är katoliker, 4,0 % är reformert kristna och 25,4 % tillhör en annan trosinriktning eller saknar en religiös tillhörighet (2014).
| Befolkningsutvecklingen i Martigny 1850–2020 | Befolkningsutvecklingen i Martigny 1850–2020 | Befolkningsutvecklingen i Martigny 1850–2020 | Befolkningsutvecklingen i Martigny 1850–2020 | Befolkningsutvecklingen i Martigny 1850–2020 |
| -------------------------------------------- | -------------------------------------------- | -------------------------------------------- | -------------------------------------------- | -------------------------------------------- |
|                                              |                                              |                                              |                                              |                                              |
| År                                           |                                              |                                              | Folkmängd                                    |                                              |
| 1850                                         | 1850                                         |                                              | 2 545                                        |                                              |
| 1860                                         | 1860                                         |                                              | 2 992                                        |                                              |
| 1870                                         | 1870                                         |                                              | 3 083                                        |                                              |
| 1880                                         | 1880                                         |                                              | 3 244                                        |                                              |
| 1888                                         | 1888                                         |                                              | 3 208                                        |                                              |
| 1900                                         | 1900                                         |                                              | 3 550                                        |                                              |
| 1910                                         | 1910                                         |                                              | 4 892                                        |                                              |
| 1920                                         | 1920                                         |                                              | 4 801                                        |                                              |
| 1930                                         | 1930                                         |                                              | 4 828                                        |                                              |
| 1941                                         | 1941                                         |                                              | 5 507                                        |                                              |
| 1950                                         | 1950                                         |                                              | 5 915                                        |                                              |
| 1960                                         | 1960                                         |                                              | 7 593                                        |                                              |
| 1970                                         | 1970                                         |                                              | 10 478                                       |                                              |
| 1980                                         | 1980                                         |                                              | 11 309                                       |                                              |
| 1990                                         | 1990                                         |                                              | 13 481                                       |                                              |
| 2000                                         | 2000                                         |                                              | 14 361                                       |                                              |
| 2010                                         | 2010                                         |                                              | 15 987                                       |                                              |
| 2020                                         | 2020                                         |                                              | 18 291                                       |                                              |
|                                              |                                              |                                              |                                              |                                              |